# Kaliumtetrachloroplatinaat
Kaliumtetrachloroplatinaat (K2PtCl4) is een anorganische verbinding van kalium, chloor en platina. Het komt voor als een rode vaste stof. De moleculaire structuur van het tetrachloroplatinaat(II)-anion is vierkant planair.

## Synthese
Kaliumtetrachloroplatinaat kan worden bereid door reductie van kaliumhexachloroplatinaat met hydrazine.